# Башня Виктории (Оттава)

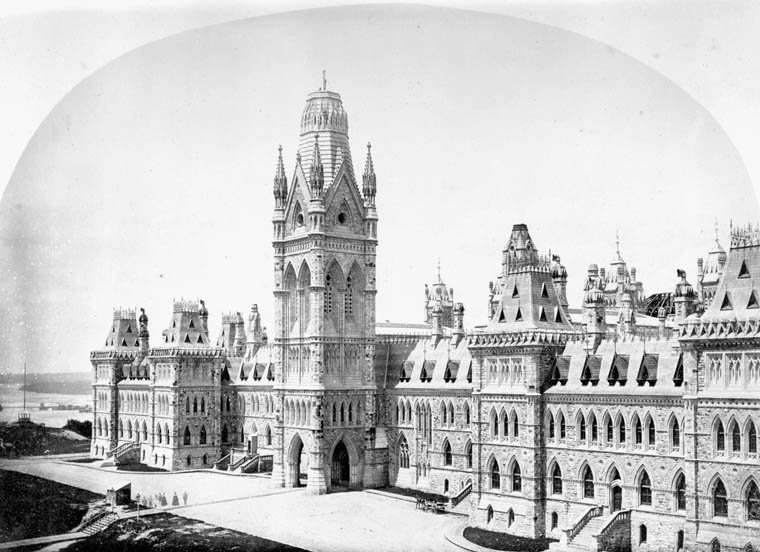
Здание Канадского парламента с Башней Виктории, около 1870 г.

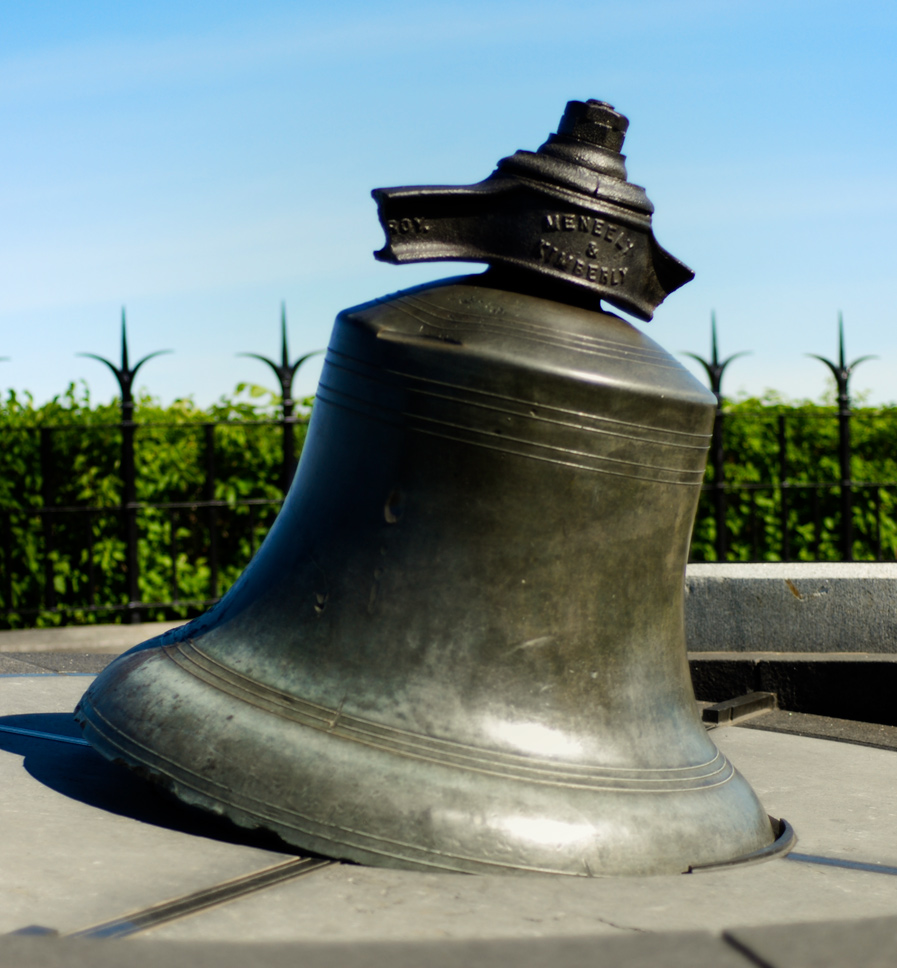
Колокол с Башни Виктории — единственный сохранившийся её фрагмент

Башня Виктории (англ. Victoria Tower) — бывшая колокольня в составе Центрального блока здания Парламента Канады в г. Оттава. Башня высотой 55 м занимала центральное место на Парламентском холме. Она была сооружена в 1859—1866 годах и погибла во время большого пожара в Центральном блоке 3 февраля 1916 года. Вместо неё на том же месте была возведена Башня Мира, конструкция которой радикально отличалась от прежней башни.
Единственным сохранившимся элементом Башни Виктории является её колокол. Он был отлит в 1875 году и установлен на башню в 1877 году. Колокол упал с башни во время пожара 1916 г. В 2000 году он был восстановлен и помещён на круглом гранитном основании на территории Парламентского холма как памятник пожару 1916 года, а также в память о первом здании Канадского парламента. Наклонное положение колокола на памятнике показывает, под каким углом он лежал после падения в 1916 году.